# Blauw-Wit in het seizoen 1960/61
Het seizoen 1960/1961 was het zevende jaar in het bestaan van de Amsterdamse betaaldvoetbalclub Blauw-Wit. De club kwam uit in de Eerste divisie B en eindigde daarin op de eerste plaats, dit hield in dat de club rechtstreeks promoveerde naar de Eredivisie. Tevens deed de club mee aan het toernooi om de KNVB beker, hierin werd in de tweede ronde verloren van Elinkwijk (1–2).

## Wedstrijdstatistieken

### Eerste divisie B
|       | Be Quick | DHC   | EBOH  | Eindhoven | Excelsior | Go Ahead | 't Gooi | Heerenveen | Helmond | Heracles | RCH   | SHS   | Sittardia | SVV   | VSV   | Wageningen | ZFC   |
| ----- | -------- | ----- | ----- | --------- | --------- | -------- | ------- | ---------- | ------- | -------- | ----- | ----- | --------- | ----- | ----- | ---------- | ----- |
| Thuis | 4 – 1    | 2 – 2 | 5 – 0 | 8 – 0     | 5 – 2     | 6 – 1    | 1 – 0   | 2 – 1      | 6 – 0   | 4 – 2    | 4 – 0 | 0 – 0 | 4 – 3     | 4 – 2 | 1 – 0 | 4 – 1      | 1 – 1 |
| Uit   | 2 – 2    | 0 – 0 | 2 – 3 | 0 – 5     | 3 – 4     | 0 – 3    | 0 – 3   | 0 – 1      | 1 – 4   | 2 – 4    | 0 – 2 | 1 – 2 | 2 – 4     | 1 – 4 | 1 – 5 | 0 – 1      | 3 – 2 |

### KNVB beker
| Groepsfase                                                           | Blauw-Wit                                                                                  | 9 – 1 (4 – 0) | Hilversum                               |
| 14 augustus 1960 Plaats: Amsterdam Olympisch Stadion                 | Ger Clement –', –' Wim Bleijenberg 25', –' Dries Mul –', –', –' Gerrie Althoff Piet Dekker |               | Evert-Jan Vonk                          |
| Groepsfase                                                           | 't Gooi                                                                                    | 2 – 3 (2 – 1) | Blauw-Wit                               |
| 18 september 1960 Plaats: Hilversum Gemeentelijk Sportpark Hilversum | Teus van Rheenen –', –'                                                                    |               | Ger Clement Piet Dekker Wim Bleijenberg |
| Groepsfase                                                           | Blauw-Wit                                                                                  | 3 – 0 (2 – 0) | DWS/A                                   |
| 30 oktober 1960 Plaats: Amsterdam Olympisch Stadion                  | Ger Clement –', –' Kees Noomen                                                             |               |                                         |
| Groepsfase                                                           | HVC                                                                                        | 4 – 2 (2 – 1) | Blauw-Wit                               |
| 12 februari 1961 Plaats: Amersfoort Birkhoven                        | Cees Houtveen 2' Henk Wery 82' Ries van Maarschalkerweerd 84', –'                          |               | 15', 85' Wim Bleijenberg                |
| 1e ronde                                                             | De Volewijckers                                                                            | 1 – 2 (1 – 1) | Blauw-Wit                               |
| 1 mei 1961 Plaats: Amsterdam Mosveld                                 | Wout Schaft 30'                                                                            |               | 36' Ger Clement 89' Herman Koers        |
| 2e ronde                                                             | Elinkwijk                                                                                  | 2 – 1 (1 – 0) | Blauw-Wit                               |
| 14 mei 1961 Plaats: Utrecht Amsterdamsestraatweg                     | Jan de Jongh 25', 60'                                                                      |               | 75' Jan van Doesselaer                  |

## Statistieken Blauw-Wit 1960/1961

### Eindstand Blauw-Wit in de Nederlandse Eerste divisie B 1960 / 1961
| Stand | Gespeeld | Gewonnen | Gelijk | Verloren | Punten | Doelpunten voor | Doelpunten tegen |
| ----- | -------- | -------- | ------ | -------- | ------ | --------------- | ---------------- |
| 1e    | 34       | 28       | 5      | 1        | 61     | 110             | 34               |

### Topscorers
| #      | Naam               | Goal |
| ------ | ------------------ | ---- |
| 1.     | Wim Bleijenberg    | 29   |
| 2.     | Ger Clement        | 20   |
| 3.     | Dries Mul          | 17   |
| 4.     | Arie van den Berg  | 13   |
| 5.     | Piet Dekker        | 8    |
| 5.     | Jan van Doesselaar | 8    |
| 7.     | Herman Koers       | 6    |
| 8.     | Ruud Frie          | 5    |
| 9.     | Gerrie Althoff     | 3    |
| 10.    | Rob de Vries       | 1    |
| Totaal | Totaal             | 110  |

| #      | Naam               | Goal |
| ------ | ------------------ | ---- |
| 1.     | Ger Clement        | 6    |
| 2.     | Wim Bleijenberg    | 5    |
| 3.     | Dries Mul          | 3    |
| 4.     | Piet Dekker        | 2    |
| 5.     | Gerrie Althoff     | 1    |
| 5.     | Jan van Doesselaer | 1    |
| 5.     | Herman Koers       | 1    |
| 5.     | Kees Noomen        | 1    |
| Totaal | Totaal             | 20   |